# Torneo Regional del Noroeste 2022
El Torneo Regional del Noroeste 2022 o Súper 10 del NOA fue la vigésima segunda edición de la competición regional de rugby del noroeste argentino. Con clubes de la Unión de Rugby de Tucumán, Salta y Santiago del Estero.
Fue uno de los torneos clasificatorios para el Torneo del Interior.
Participaron 10 equipos en rondas ida y vuelta con un total de 18 fechas, clasificándose los 4 primeros a semifinales. El campeón fue Huirapuca derrotando a Tucumán Rugby en la final.

## Equipos participantes
| Club                | Provincia           |
| ------------------- | ------------------- |
| Tucumán Rugby       | Tucumán             |
| Universitario       | Tucumán             |
| Lawn Tennis         | Tucumán             |
| Natación y Gimnasia | Tucumán             |
| Los Tarcos          | Tucumán             |
| Huirapuca           | Tucumán             |
| Cardenales          | Tucumán             |
| Jockey Club         | Tucumán             |
| Old Lions           | Santiago del Estero |
| Universitario       | Salta               |

## Tabla Final
| Equipos                  | Encuentros | Puntos | Clasificación                          |
| Equipos                  | PJ         | Puntos | Clasificación                          |
| ------------------------ | ---------- | ------ | -------------------------------------- |
| Tucumán Rugby Club       | 18         | 68     | Semifinales y al Torneo del Interior A |
| Huirapuca                | 18         | 62     | Semifinales y al Torneo del Interior A |
| Universitario Rugby Club | 18         | 53     | Semifinales y al Torneo del Interior A |
| Los Tarcos Rugby Club    | 18         | 48     | Semifinales y al Torneo del Interior A |
| Tucumán Lawn Tennis Club | 18         | 47     | Torneo del Interior B                  |
| Club Natación y Gimnasia | 18         | 43     | Torneo del Interior B                  |
| Old Lions                | 18         | 32     | Torneo del Interior B                  |
| Cardenales               | 18         | 31     | Promoción                              |
| Jockey Club de Tucumán   | 18         | 21     | Promoción                              |
| Universitario de Salta   | 18         | 18     | Promoción                              |
|  | Clasificados a Semifinales. |

## Fase Final
|  | Semifinales | Semifinales   | Semifinales |           |               | Final         | Final | Final |  |
|  |             |               |             |           |               |               |       |       |  |
|  |             |               |             |           |               |               |       |       |  |
|  | 1           | Tucumán Rugby | 26          |           |               |               |       |       |  |
|  | 1           | Tucumán Rugby | 26          |           |               |               |       |       |  |
|  | 4           | Tarcos        | 13          |           |               |               |       |       |  |
|  | 4           | Tarcos        | 13          |           | Tucumán Rugby | Tucumán Rugby | 18    |       |  |
|  |             |               |             |           | Tucumán Rugby | Tucumán Rugby | 18    |       |  |
|  |             |               | Huirapuca   | Huirapuca | 19            |               |       |       |  |
|  | 3           | Universitario | Huirapuca   | Huirapuca | 19            | 20            |       |       |  |
|  | 3           | Universitario |             |           |               | 20            |       |       |  |
|  | 2           | Huirapuca     | 28          |           |               |               |       |       |  |
|  | 2           | Huirapuca     | 28          |           |               |               |       |       |  |
|  |             |               |             |           |               |               |       |       |  |

| Campeón Huirapuca |
|                   |